# كلاوديا بيليش
كلاوديا بيليش (بالبولندية: Klaudia Pielesz) مواليد 25 أكتوبر 1988 في يزتشمبية ازدرويي، بولندا، هي لاعبة كرة يد بولندية تلعب كظهير أيسر. تلعب حاليا مع فغيش أوف غوبينغن. مثلت منتخب بولندا لكرة اليد للسيدات.

## سجل المنافسة
شاركت في البطولات التالية:
- بطولة العالم لكرة اليد للسيدات 2015
- بطولة أوروبا لكرة اليد للسيدات 2014